# Juan Núñez (Basketballspieler)
Juan Núñez García (* 4. Juni 2004 in Madrid) ist ein spanischer Basketballspieler.

## Werdegang

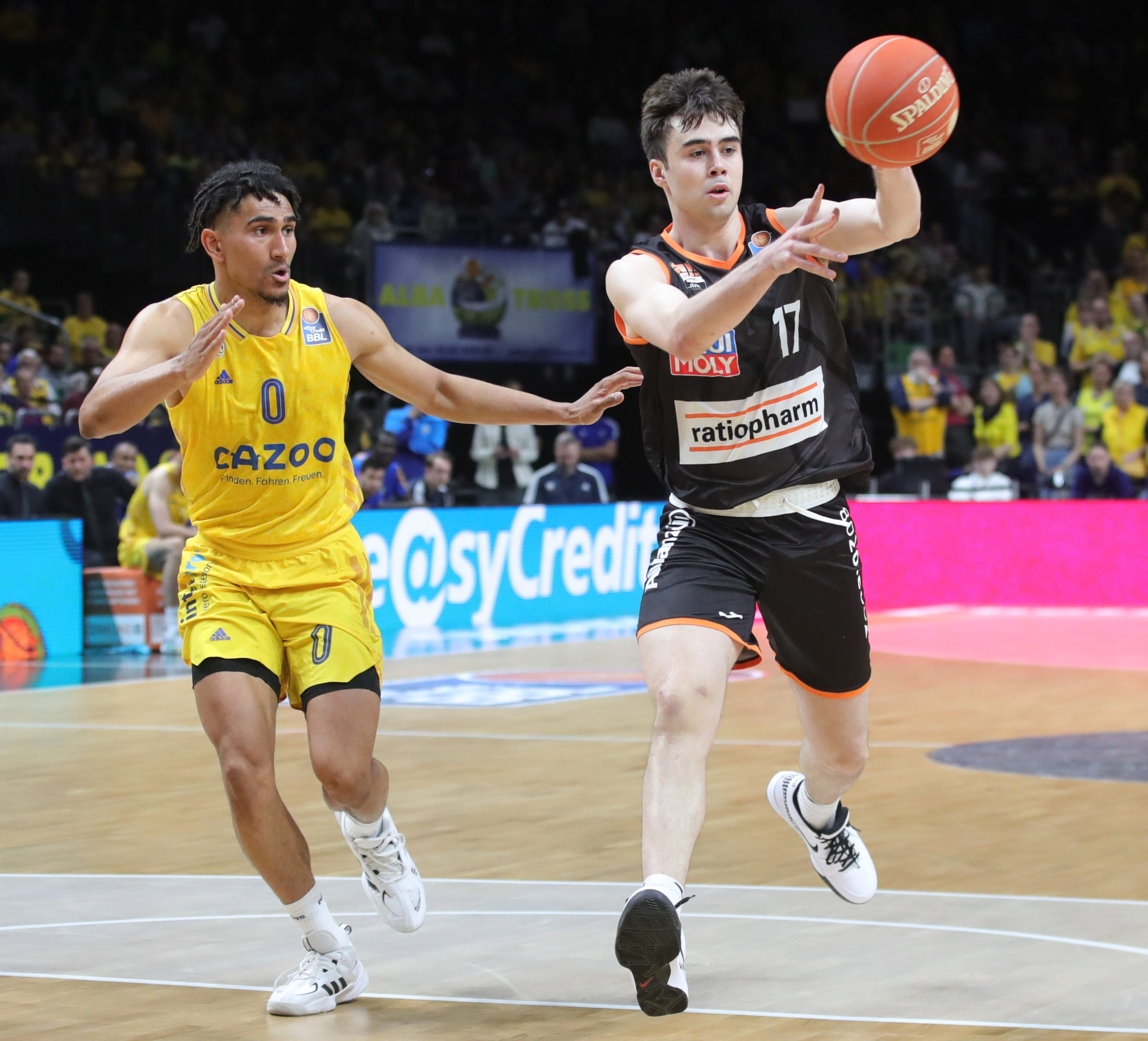
Núñez im Ulmer Trikot (schwarz)

Núñez, der als Jugendlicher zunächst Handballer war, spielte Basketball beim Verein Alcorcón Basket, 2015 wechselte er in die Nachwuchsabteilung von Real Madrid. Sein erstes Spiel für Real in der Liga ACB bestritt er unter Trainer Pablo Laso im Juni 2021.
Er verließ Real im Sommer 2022, um bei einer anderen Mannschaft mehr Einsatzzeit zu erhalten, Núñez unterzeichnete einen Dreijahresvertrag beim deutschen Bundesligisten Ratiopharm Ulm. 2023 gewann er mit Ulm die deutsche Meisterschaft, kam während des Spieljahres 2022/23 in 43 Bundesligaeinsätzen stets als Einwechselspieler zum Zuge und erzielte einen Mittelwert von 8,1 Punkten je Begegnung. In der Saison 2023/24 schied er mit seiner Mannschaft im Viertelfinale aus. Er wurde während der Hauptrunde in 31 Spielen eingesetzt, in 20 davon in der Anfangsaufstellung, und erzielte im Schnitt 9,7 Punkte.
Die Indiana Pacers sicherten sich beim NBA-Draftverfahren im Juni 2024 die Rechte an dem Spanier, traten diese aber unmittelbar danach an die San Antonio Spurs ab. Ende Juli 2024 gab der FC Barcelona Núñez’ Verpflichtung bekannt.

### Nationalmannschaft
Als Spieler der spanischen U16-Nationalmannschaft gewann Núñez 2019 die Europameisterschaft dieser Altersklasse. Er wurde im Juli 2022 U20-Europameister und erhielt die Auszeichnung als bester Spieler des in Podgorica ausgetragenen EM-Turniers. Anschließend wurde er von Nationaltrainer Sergio Scariolo in Spaniens Herrennationalmannschaft berufen und bestritt für diese im August 2022 sein erstes Länderspiel.